# 코르넬 보르헤르스
코르넬 보르헤르스(Cornell Borchers, 1925년 3월 16일 ~ 2014년 5월 12일)는 리투아니아 출신 독일의 배우이다.

## 참여 작품
- 애수의 이별